# رز عریان
رز عریان (ایتالیایی: Il Rosa Nudo) یک فیلم درام ایتالیایی به کارگردانی جووانی کُدا است که در سال ۲۰۱۳ منتشر شد. 
صحنه‌های این فیلم در کووارتو سنت النا و ساردینیا شد و دربارهٔ اذیت و آزار همجنس‌گرایان در آلمان نازی و هولوکاست و آزمایش‌های پزشکی شبه‌علمی است که توسط پزشک اس‌اس کارل وارنت بر روی همجنس‌گرایان انجام گرفت.
این فیلم یکی از برگزیدگان هفتمین دورهٔ جوایز شیر کوئیر در جشنواره فیلم ونیز در سال ۲۰۱۳ بود.